# Andrakammarvalet i Sverige 1944
Andrakammarvalet i Sverige 1944 till riksdagens andra kammare hölls den 17 september 1944.

## Valkampanjen
1944 var det tydligt att andra världskriget var på väg mot sitt slut och valet handlade mycket om hur Sverige skulle se ut efter kriget. Några månader före valet lanserade socialdemokraterna och LO ett framtidsprogram och Folkpartiets motsvarighet kallades för Efterkrigstidens samhälle.
Högerledaren och statsrådet Gösta Bagge tog upp frågan om socialisering; enligt denne skulle ett sådant samhälle vara ett "de mjuka ryggarnas samhälle". Bagges invit om närmare samarbete med Folkpartiet och Bondeförbundet avvisades från Folkpartiet medan Bondeförbundets partiledare Axel Pehrsson-Bramstorp var intresserad.
Statsminister Hansson förklarade att socialdemokraterna ville ha samarbete på en så bred grund som möjligt; ehuru samarbete med SKP avvisades. SKP hade 1943 efter upplösningen av Tredje internationalen inlett en mer nationell och samarbetsinriktad politik och anslöt sig till det socialdemokratiska programmet. Radiotjänst tillät fortfarande inte att partiledaren Sven Linderot fick framträda i radion. Hans tänkta radiotal trycktes istället i en upplaga på en miljon exemplar.
Valkampanjen innehöll en nyhet: socialdemokraterna annonserade i veckotidningarna för att på så sätt nå ut till tjänstemän och medelklassväljare. Andra partier kritiserade detta för att det bröt mot tysta överenskommelser om begränsningar i kampanjarbetet.
Partiernas valaffischer:
- Frihet eller tvång - välj själv - Högern
- (bild på Per Albin Hansson) VÄLJ HONOM! Arbetarepartiet socialdemokraterna
- Individens frihet får ej förkvävas - rösta med Folkpartiet
- Rak vänster slår ut högern. Rösta med kommunisterna

## Valresultat
För samtliga genom valet invalda riksdagsmän, se Lista över ledamöter av Sveriges riksdags andra kammare 1945-1948.
| Parti                | Parti                            | Partiledare             | Röster             | Röster | Röster | Mandatfördelning | Mandatfördelning |
| Parti                | Parti                            | Partiledare             | Antal              | %      | +− %   | Antal            | +−               |
| -------------------- | -------------------------------- | ----------------------- | ------------------ | ------ | ------ | ---------------- | ---------------- |
|                      | Socialdemokraterna               | Per Albin Hansson       | 1 436 571          | 46,7   | −7,1   | 115              | −19              |
|                      | Högerns riksorganisation         | Gösta Bagge             | 488 921            | 15,9   | −1,1   | 39               | −3               |
|                      | Landsbygdspartiet Bondeförbundet | Axel Pehrsson-Bramstorp | 421 094            | 13,6   | +1,6   | 35               | +7               |
|                      | Folkpartiet                      | Gustaf Andersson        | 398 293            | 12,9   | +0,9   | 26               | +3               |
|                      | Sveriges kommunistiska parti     | Sven Linderot           | 318 466            | 10,3   | +6,8   | 15               | +12              |
|                      | Radikala landsföreningen         | Gillis Hammar           | 6 775              | 0,2    | —      | —                | —                |
|                      | Svenska socialistiska partiet    | Agaton Blom             | 5 279              | 0,2    | —      | —                | —                |
|                      | Svensk socialistisk samling      | Sven Olov Lindholm      | 4 204              | 0,1    | —      | —                | —                |
|                      | Sveriges nationella förbund      | Rütger Essén            | 3 819              | 0,1    | —      | —                | —                |
|                      | Vänstersocialistiska partiet     | Albin Ström             | 1 677              | 0,05   | +0,02  | —                | —                |
|                      | Övriga partier                   | —                       | 1 205              | 0,04   | —      | —                | —                |
|                      | Socialistiska blocket (S + SKP)  | —                       | 1 755 037          | 56,9   | —      | 130              | —                |
|                      | Borgerliga blocket (LB + FP + H) | —                       | 1 308 308          | 42,4   | —      | 100              | —                |
| Antal giltiga röster | Antal giltiga röster             | Antal giltiga röster    | 3 086 304          | 100,00 |        | 230              |                  |
| Ogiltiga röster      | Ogiltiga röster                  | Ogiltiga röster         | 12 799             |        |        |                  |                  |
| Totalt               | Totalt                           | Totalt                  | 3 099 103 (71,9 %) |        |        |                  |                  |

Av 4 310 241 röstberättigade röstade 3 099 103 personer, ett valdeltagande på 71,9 %.
För första gången var det möjligt att poströsta. Antalet poströster uppgick till 59 767 stycken.
Röstberättigad var den som hade fyllt 23 år, ej var satt under förmynderskap, ej var satt i konkurs eller som var varaktigt omhändertagen av fattigvården för sin försörjning.
Källor: SCB: Riksdagsmannavalen 1941-1944

## Regeringsbildning
Förändringarna mellan blocken jämfört med andrakammarvalet 1940 var små, det borgerliga blocket gick något framåt. Socialdemokraterna förlorade den egna majoriteten i kammaren, något de ändå inte kunnat utnyttja till fullo under krigsåren. Istället fick SKP en stor framgång som kan förklaras dels av att SKP var det enda oppositionspartiet, dels av Sovjetunionens militära framgångar i Östeuropa.
Samlingsregeringen med Per Albin Hansson som statsminister hade tillträtt 1939 och satt kvar fram till den 31 juli 1945.
11 dagar efter valdagen, den 28 september, avgick Folkpartiets Gustaf Andersson och Bertil Ohlin tillträdde. Efter valet avgick Gösta Bagge som högerledare och efterträddes av Fritiof Domö.